# Толбазинська сільська рада
Толбази́нська сільська рада (рос. Толбазинский сельский совет) — муніципальне утворення у складі Аургазинського району Башкортостану, Росія. Адміністративний центр — село Толбази.

## Населення
Населення — 10534 особи (2019, 10705 в 2010, 10864 в 2002).

## Склад
До складу поселення входять такі населені пункти:
| Населений пункт      | Населення, осіб (2002) | Населення, осіб (2010) |
| -------------------- | ---------------------- | ---------------------- |
| Алексієвка, присілок | 26                     | 24                     |
| Культура, присілок   | 61                     | 47                     |
| Нікольськ, присілок  | 57                     | 49                     |
| Толбази, село        | 10164                  | 10114                  |
| Чулпан, присілок     | 68                     | 64                     |
| Юламаново, присілок  | 488                    | 407                    |